# Micaria durbana
Micaria durbana (лат.) — вид пауков рода Micaria из семейства гнафозиды (Gnaphosidae).

## Этимология
Название вида относится к типовому местонахождению — Дурбану в Южной Африке.

## Описание
Мелкие наземные пауки, длина тела около 2,5 мм. Генитальная структура самок M. durbana очень похожа на структуру Micaria chrysis, но у первого вида копулятивные протоки более толстые, а передняя часть более плоская. Самцов можно узнать по большому заостренному эмболусу, который в два раза больше MA, и изгибу семенного протока чуть ниже эмболуса. Карапакс самки темно-коричневого и золотистого цвета, передняя половина немного темнее; брюшко темно-коричневого до черного цвета с прерывистыми узорами; бедра темные в нижней половине, остальные части ног однородного цвета; нижняя губа, эндиты и хелицеры похожи по цвету на карапакс. У самца карапакс коричневого и золотистого цвета, передняя половина немного темнее; брюшко темно-коричневого или черного цвета с прерывистыми узорами; бедра затемнены на задней половине, ноги III и IV однородного цвета; нижняя губа, эндиты и хелицеры похожи по цвету на карапакс.

## Таксономия
Вид впервые описали в 2021 году южноафриканские арахнологи Руан Боойсен и Чарльз Хаддад (Department of Zoology and Entomology, University of the Free State, Блумфонтейн, ЮАР) по типовым материалам из Африки.

## Распространение
Африка: Замбия и ЮАР.